# 斐理斯一世
教宗聖斐利一世（拉丁語：Sanctus Felix PP. I；？—274年12月30日）於269年1月5日－274年12月30日在位為教宗。

## 譯名列表
- 一世：思高本圣经宗24 作斐理斯。
- 一世：來自香港天主教教區檔案　歷任教宗。
- 費利克斯一世、菲利克斯一世：來自智慧藏百科全書網 （页面存档备份，存于）與[永久]、[永久]，大英百科全書線上繁體中文版。
- 费利克斯一世、菲利克斯一世：來自《世界人名翻譯大辭典》1993年版。

| 天主教會職銜      | 天主教會職銜                             | 天主教會職銜      |
| ----------------- | ---------------------------------------- | ----------------- |
| 前任者： 教宗德宜 | 罗马主教 教宗 269年1月5日－274年12月30日 | 繼任者： 教宗恩狄 |